# Bartók György (teológus)
Bartók György (Málnás, Háromszék megye, 1845. április 28. – Kolozsvár, 1907. december 19.) bölcselettudor, református lelkész, az Erdélyi református egyházkerület püspöke 1899-től haláláig. Bartók György filozófus édesapja.

## Élete
Tanulmányait a nagyenyedi Bethlen-főiskolában 1871-ben végezte; egy évig mint köztanító bizatott meg a görög és latin nyelv tanításával. 1872-ben külföldre ment és 1874-ben bölcselettudor lett a tübingeni egyetemen. Ez alkalomból írta: Lessings philosophische und religiöse Grundanschauung című értekezését, mely azonban kéziratban maradt. Ez év őszén haza jövén, az erdélyi püspök mellett mint titkár nyert alkalmazást és a kolozsvári református gimnázium 5. és 6. osztályában a vallást tanította. 1876. április 23-án nagyenyedre került papnak. 1893-ban Szászváros lelkészének, 1899-ben az erdélyi református egyházkerület püspökének választották, ebben a minőségében 1900-ban a kolozsvári egyház lelkésze lett.
Lessing mint theologus c. kisebb munkájával lépett fel az Egyházi Reformban (1872.), a Kovács Albert által szerkesztett Prot. Theol. Könyvtárba is írt (IX. és XII. köt.). Ezeken kivül több apró cikke van az Erdélyi Protestáns Közlönyben és az Egyházi és Iskolai Lapban.
1876. junius 1-jén az Egyházi és Iskolai Szemle c. heti közlönyt indította meg Nagyenyeden és 1883. december 31-ig szerkesztette.

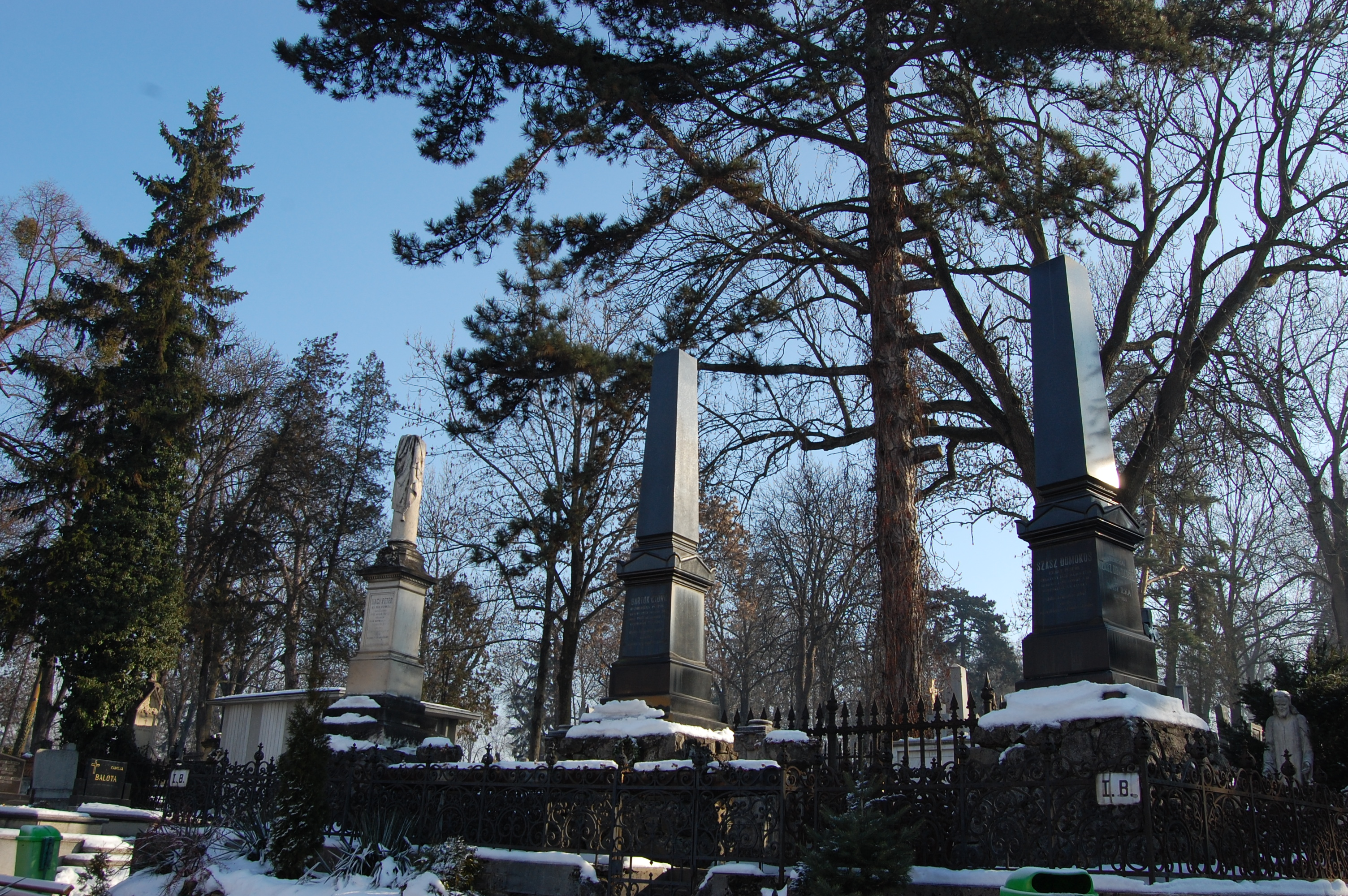
Nagy Péter, Bartók György és Szász Domokos református püspökök síremléke a Házsongárdi temető bejáratánál

## Munkái
- Nagy papok életrajza. Budapest, 1877 (többekkel együtt. Ism. Századok 1878), Protestáns Theológiai Könyvtár-sorozat
- Tájékozás az ujabb theologia körében. Budapest, 1880 (az erkölcstani részt irta), Protestáns Theológiai Könyvtár-sorozat
- Theológiai tudomány és lelkipásztori képzés. Budapest, 1907
- Az újszövetségi görögség nyelvtana; Theologus Kör, Kolozsvár, 1909
- Összegyűjtött művei, I-III., Kolozsvár, 1910-12.